# Скотт, Арли Уинстон
Арли Уинстон Скотт (англ. Arleigh Winston Scott; 27 марта 1900, Барбадос — 9 августа 1976, Барбадос) — барбадосский государственный и политический деятель. Генерал-губернатор Барбадоса с 18 мая 1967 года по 9 августа 1976 года. Награждён орденом Святых Михаила и Георгия и Королевским Викторианским орденом.

## Биография
Получил образование в школе для мальчиков Сент-Джайлс и колледже Гаррисона. Изучал медицину в Говардском университете в США, а затем в Эдинбургском университете в Шотландии. После получения образования вернулся в США для дальнейшего обучения и стал работать хирургом-офтальмологом в Гарлемской больнице в Нью-Йорке.
В 1953 году вернулся на Барбадос, став успешным практикующим врачом. Основал дом престарелых под названием Woodside Memorial Clinic, где работал управляющим, пока не стал генерал-губернатором. Имел выдающийся послужной список в общественной работе: бесплатно оказывал услуги Детской лиге доброй воли, а также читал лекции по здравоохранению. Периодически учил основам гигиены учеников нескольких начальных школ в Бриджтауне.
Работал в Сенате Барбадоса с 1964 по 1967 год, а в 1966 году был назначен членом Тайного совета Барбадоса. В мае 1967 года, после выхода на пенсию сэра  Джона Стоу (последнего колониального губернатора Барбадоса), был назначен королевой Великобритании генерал-губернатором. В том же году был посвящен в рыцари и стал известен как сэр Уинстон Скотт.
Являлся членом братства Phi Beta Sigma.